# Tangzang (köpinghuvudort i Kina, Shaanxi, lat 34,09, long 106,58)
Tangzang är en köpinghuvudort i Kina. Den ligger i provinsen Shaanxi, i den nordvästra delen av landet, omkring 210 kilometer väster om provinshuvudstaden Xi'an. Antalet invånare är 4 720. Befolkningen består av 2 274 kvinnor och 2 446 män. Barn under 15 år utgör 14,0 %, vuxna 15-64 år 76 %, och äldre över 65 år 9,0 %.
Runt Tangzang är det ganska glesbefolkat, med 30 invånare per kvadratkilometer. Närmaste större samhälle är Fengzhou, 14,1 km söder om Tangzang. I omgivningarna runt Tangzang växer i huvudsak blandskog.
Genomsnittlig årsnederbörd är 802 millimeter. Den regnigaste månaden är september, med i genomsnitt 165 mm nederbörd, och den torraste är december, med 4 mm nederbörd.